# Samuel Eccleston
Samuel Eccleston PSS (ur. 27 czerwca 1801 w Chestertown, Maryland, zm. 22 kwietnia 1851 w Georgetown, Dystrykt Kolumbii) – amerykański duchowny katolicki, arcybiskup metropolita Baltimore w latach 1834–1851.
Przyszedł na świat w rodzinie duchownego episkopalnego. Ojciec, który miał już trójkę dzieci z poprzedniego małżeństwa, zmarł gdy Samuel był jeszcze mały. Matka wyszła ponownie za mąż za katolika nazwiskiem Stenson. Podczas nauki w St. Mary's College w Baltimore, dnia 29 maja 1819 dokonała się jego konwersja. Zdecydował się wówczas zostać kapłanem i rozpoczął formację seminaryjną w Baltimore. Ponadto wstąpił do Zgromadzenia św. Sulpicjusza. Święcenia kapłańskie otrzymał z rąk abpa Ambrose Maréchala 24 kwietnia 1825. Wyjechał następnie na dalsze studia do Issy we Francji. Po powrocie do kraju pracował jako wykładowca na swej alma mater w Baltimore, gdzie od 1829 był rektorem.
4 marca 1834 otrzymał nominację na koadiutora, z prawem następstwa, arcybiskupa baltimorskiego Jamesa Whitfielda ze stolicą tytularną Thermae Basilicae. Sakry udzielił mu abp Whitfield, który zmarł już miesiąc później, co oznaczało przejęcie sukcesji przez o. Ecclestona. W chwili przejęcia urzędu był najmłodszym arcybiskupem baltimorskim w dotychczasowej historii. Paliusz otrzymał 1 listopada 1835. W latach 1834–1840 administrator apostolski diecezji Richmond (zrezygnował z tej funkcji po nominacji ordynariusza, co ostatecznie likwidowało kilkunastoletni wakant na stanowisku biskupa tej diecezji). Podczas jego rządów przewodził pięciu Synodom Prowincjonalnym, wzrosła też znacznie liczba kościołów i szkół prowadzonych przez zakony. Zmarł w swej rezydencji arcybiskupiej.